# Thassilo Haun
Thassilo Haun (* 21. November 1973 in Saarbrücken) ist ein deutscher Tennisspieler.

## Karriere
Thassilo Haun fing mit fünf Jahren an Tennis zu spielen.
Nach seinem Abitur spielte er in der 1. und 2. Tennisbundesliga. In der Zeit von 1993 bis 1996 spielte er fast alle seiner Profiturniere, wo er bei Satellites antrat. In dieser Zeit erreichte er mit Rang 582 im Einzel sowie Rang 851 im Doppel jeweils sein Karrierehoch. Nikola Pilić war in dieser Zeit ein aktiver Förderer von ihm. Nach dieser Zeit konzentrierte er sich auf seine berufliche Laufbahn als Mediziner.
2004 wurde er wieder ein sportlich Aktiver und gewann die Bayerischen Meisterschaften der Ü30-Herren. Er entschied sich Tennistrainer zu werden und wurde 2007 Verbandstrainer der U14-Junioren im Bayerischen Tennis-Verband. Später wurde er leitender Trainer des MTTC Iphitos in Bayern, für den auch sein Förderer Pilić arbeitete. Ihm wurde von seinem Verein dort die Silberne Ehrennadel verliehen. Nach fast 15 Jahren bekam Haun 2011 eine Wildcard für das Doppelfeld des ATP-World-Turniers in Kitzbühel, wo er mit Stefan Koubek in der Auftaktrunde verlor. Dies wurde sein letztes Profiturnier.
Als Tennissenior ist Haun bis heute der einzige Spieler, der das Triple aus den WM-Titeln in Einzel, Doppel und Mixed geschafft hat und zudem der einzige, der das Kalenderjahr in jeder dieser Kategorien auf Platz 1 der Welt abschloss. Für die Leistungen um den Tennissport wurde ihm 2015 der Ehrenbrief des BTV verliehen. 2013 zog er sich erneut vom aktiven Sport zurück.

## Sonstiges
Am 22. Februar 2011 überlebte Haun knapp das Erdbeben in Christchurch, Neuseeland.